# Ровеньо
Ровѐньо (на италиански: Rovegno; на лигурски: Roegno, Роеньо) е село и община в Северна Италия, провинция Генуа, регион Лигурия. Разположено е на 658 m надморска височина. Населението на общината е 658 души (към 2011 г.).